# 41-й Нью-Йоркский пехотный полк
41-й Нью-Йоркский пехотный полк (41th New York Volunteer Infantry Regiment также Dekalbs Zouaves) представлял собой один из пехотных полков армии Союза во время Гражданской войны в США. Полк был набран, в основном, из немцев и носил форму зуавов.

## Формирование
Полк был сформирован в мае 1861 года в Йорквилле, штат Нью-Йорк (роты G и Н были набраны в Филадельфии) и принят на службу армии США 6 июня 1861 года сроком на 3 месяца. 6 июня первым командиром был назначен полковник Леопольд фон Гильза, подполковником — Э. Дуйсинг, майором — Э. фон Хольмстед. 10 июня полк прибыл в Вашингтон. «Отличный полк, — писали столичные газеты, — …они одеты в униформу прусских стрелков: тёмно-зелёные куртки, серые штаны с красными полосами и тёмно-зелёные фуражки с красными нашивками. Форма рота „А“ имеет турецкое происхождение: это тёмно-синие куртки и панталоны с красно-чёрными легинсами, голубые кушаки и красные фески с голубыми кистями».
Рота А носила название «Зуавы Де Кальба» в честь барона Иоганна Де Кальба, героя войны за Независимость США. Впоследствии это прозвище распространилось на весь полк.

## Боевой путь

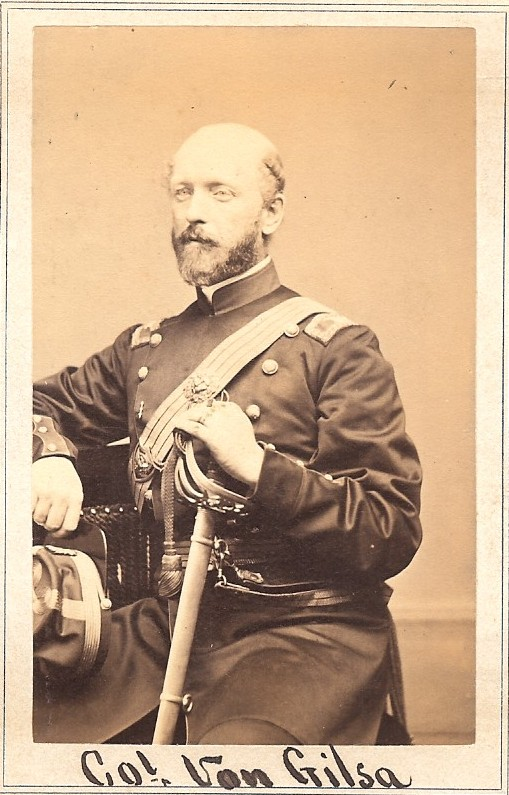
Полковник фон Гильза

8 июля полк был отправлен в Вашингтон и включён во вторую бригаду дивизии Теодора Раньона, которая занимала укрепления Вашингтона. В августе полк вошёл в Потомакскую армию, в бригаду Уильяма Шермана, а в сентябре был переведён в бригаду Мартиндейла. 6 сентября подполковник Дуйсинг подал в отставку, и его место занял майор Фон Хольмстед. Капитан Генрих фон Эйнсидель из роты Е стал майором.
9 ноября рота F, набранная как артиллерийская, превратилась в 9-ю Нью-Йоркскую артиллерийскую батарею, а 20 ноября была набрана новая рота F.
В марте 1862 года полк стал частью бригады Блекнера, в дивизии Седжвика во II корпусе Потомакской армии. Когда корпус был направлен на полуостров, бригада была переведена в долину Шенандоа в распоряжение Джона Фримонта. Она сражалась против Томаса Джексона в долине Шенандоа и принимала участие в сражении при Кросс-Кейс, где был ранен полковник фон Гильза и командование принял подполковник Хольмстед.
В июне вся бригада (Стахела) была направлена в Сентервилл и была введена в дивизию Шенка I корпуса Вирджинской армии. В составе этой дивизии полк участвовал в Северовирджинской кампании и втором сражении при Булл-Ран.
…
Весной 1863 года подполковник Хольмстед покинул армию и полк возглавил майор Фон Эйнсидель. При нём полк был задействован в Чанселорсвиллской кампании: в марше через Уайлдернесс и сражении при Чанселорсвилле. Вечером 2 мая бригада фон Гильзы стояла на крайнем правом фланге армии, а 41-й и 45-й Нью-Йоркские полки занимали правый фланг бригады. Фон Гильза развернул их фронтом на запад на случай фланговой атаки и там они оказались под ударом корпуса Томаса Джекона. Оба полка оставили позиции практически не сделав ни единого выстрела. Во время этого боя полк потерял 2 человек убитыми, 28 ранеными и 31 пропавшими без вести.